# Nokia N91
Nokia N91 – model telefonu komórkowego firmy Nokia. Wyposażony jako jeden z nielicznych telefonów w dysk HDD.

## Historia
Nokia N91, była jednym z trzech pierwszych telefonów serii N, przedstawionej przez fiński koncern w kwietniu roku 2005. Wejście na rynek miało się odbyć zaraz przed Świętami Bożonarodzeniowymi, lecz najpierw premierę przełożono na pierwszy, a następnie na drugi kwartał 2006 roku. Oficjalnym powodem były kłopoty techniczne. Smartphone trafił ostatecznie na sklepowe półki na początku maja, 2006 roku, ponad rok po pierwszym zaprezentowaniu modelu.

## Telefon
Telefon, na 90 procentach powierzchni, chroni obudowa z nierdzewnej stali. Na jednej z większych ścian, znajduje się 2,1-calowy wyświetlacz o rozdzielczości 176x208 pikseli, mogący wyświetlić ponad 262 tysiące kolorów. Na tej samej części smartfona znajduje się typowy rozstaw klawiszy dla telefonów z systemem operacyjnym Symbian s60, z jednym wyjątkiem. Klawisz Menu został usytuowany na boku. Po drugiej stronie znajdują się dwa klawisze do sterowania głośnością muzyki, głośnik oraz wejście mini-USB. Klawiatura, została umieszczona pod wysuwaną częścią obudowy, na której znajduje się 5 klawiszy przeznaczonych do odtwarzania muzyki. Na górnej części telefonu producent umieścił przycisk do włączania i wyłączania telefonu, lecz w tym modelu umieszczono tam jeszcze wejście 3.5 mm na słuchawki oraz przełącznik do blokowania klawiatury. Po przeciwnej stronie telefonu znajduje się wejście na szybką ładowarkę.

## Pojemność pamięci

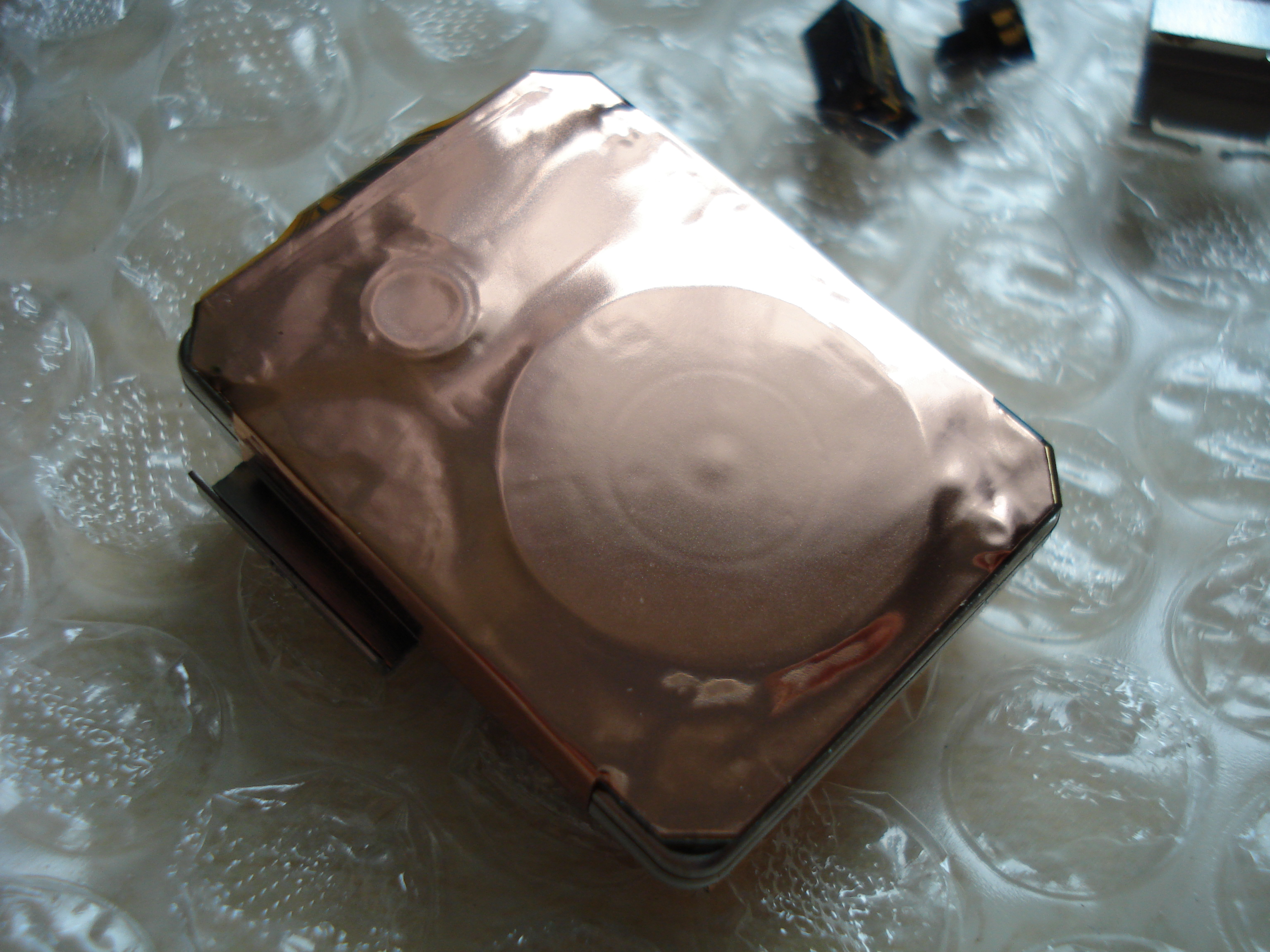
Dysk HDD używany w Nokii N91

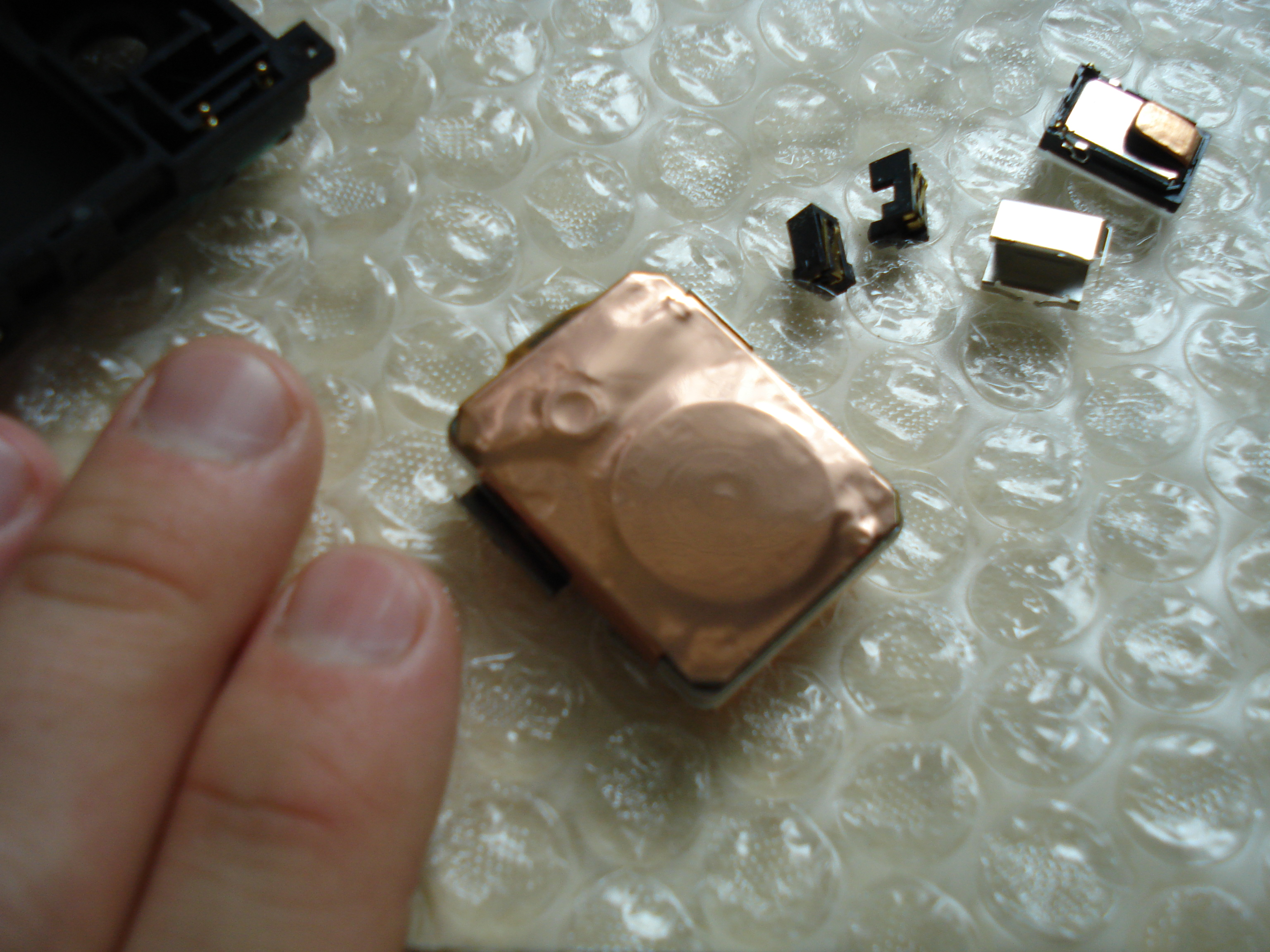
Porównanie skali dysku.

| 4 GB  | muzyka (mp3, 192 kb/s) | zdjęcia (jpeg) | wideo (avi) |
| ----- | ---------------------- | -------------- | ----------- |
| Ilość | 47 godzin              | 7600 zdjęć     | 35 godzin   |